# Tour de Rivoli
La tour de Rivoli est une tour côtière située dans la commune de Zapponeta, province de Foggia dans les Pouilles. 
Elle faisait partie du système des tours côtières du royaume de Naples.

## Historique
Elle a été construite en 1568 en tant que première tour côtière du territoire de Capitanata. En 1685, des changements ont été apportés par l'ingénieur Onofrio Papa, avec cinq mâchicoulis et des proportions similaires à celles de la tour Mileto.
C'est l'une des tours du Gargano les mieux conservées